# Divci (Valjevo)
Divci (srbsky Дивци) jsou vesnice v západní části Srbska, administrativně spadající pod opštinu Valjevo. Rozkládají se v rovinaté krajině Valjevské kotliny severně od řeky Kolubara. 
Z národnostního hlediska je obyvatelstvo v drtivé většině srbské národnosti (cca 96 %). V roce 2011 zde žilo 640 lidí.
Vesnice existovala již během krátkého období rakouské okupace centrálního Srbska v první polovině 18. století. Tehdy se poprvé objevuje na mapě, ale nejspíše bude ještě starší. Vesnice má dva pravoslavné kostely.
Vesnicí prochází hlavní dopravní tahy. Tím hlavním je silnice č. 27 směrem do Valjeva z Bělehradu. Dále zde dočasně končí rychlostní komunikace, která má zajistit napojení města Valjeva na dálnici A2 (předána do užívání v roce 2023. Jižně od vesnice se také nachází sportovní letiště Divci. Západo-východním směrem ještě vede přes vesnici také trať Bělehrad–Bar, a má zde i své nádraží. 